# Angelo Scuri
Angelo Scuri   (Florència, 24 de desembre de 1959) és un tirador d'esgrima italià, ja retirat, guanyador d'una medalla olímpica.
El 1984 va prendre part en els Jocs Olímpics d'Estiu de Los Angeles, on guanyà la medalla d'or en la prova del floret per equips del programa d'esgrima.
En el seu palmarès també destaquen quatre medalles en el Campionat del món d'esgrima, una d'or, una de plata i dues de bronze, entre les edicions del 1981 i del 1986. També guanyà quatre medalles a les Universíades, dues d'or, una de plata i una de bronze, entre el 1979 i dues el 1987. Al Campionat d'Europa d'esgrima guanyà dues medalles, una de plata i una de bronze.